# Lemonias ochracea
Lemonias ochracea is een vlindersoort uit de familie van de prachtvlinders (Riodinidae), onderfamilie Riodininae.
Lemonias ochracea werd in 1902 beschreven door Mengel.